# Градище (Градище)
Вижте пояснителната страница за други значения на Градище.
Градище (на македонска литературна норма: Градиште) е крепост, съществувала през Късната античност и Средновековието, разположена над кумановското село Градище, Северна Македония.

## Местоположение
Крепостта е на 1 km южно от едноименното село Градище, на най-високия връх на Градищанската планина (Градешката планина). Планината е граница между Овче поле на юг и Скопско и Кумановско на север и тук е била границата на късноантичните провинции Македония и Дардания. Върхът е равна базалтна плоча с вертикални страни, високи 10—25 m, която обхваща 7 ha. В северното подножие има извори. На 2,5 km източно от върха през ниския превал Камбур минава пътят Куманово — Щип.

## Античност
В римско време на върха е изградена стена, ограждаща голям граничен кастел с размери 460 х 220 m. Открити са многобройни находки от периоа III - VI век.

## Средновековие
В средновековието акрополът на източния край на плочата е обновен. Той обхваща само 75 х 70 m и от три страни е защитен с вертикални скали, а на запад е изграден нов челен зид от подръчен материал без хоросан. На средата на зида е оформена главна порта. Находките тук са предимно от Късното средновековие - парчета огнищна керамика и гривни от тъмна стъклена паста (XII - XIV век), бронзова тока и украси за пояс, железни върхове на стрели, сред които и за пробиване на брони, медни монети - скифати български имитации от XIII век. Средновековни находки има и извън акропола, но в по-малък обем. Очевидно в античната стена е имало цивилно предградие, но с разредена структура. В североизточния край на мястото на раннохристиянската базилика е изградена църквата „Свети Георги“, която е обновена след 1864 година. Около нея има некропол - в един от гробовете са открити обици от X век.

## Идентификация
На около 1-3 km на север от крепостта е долината Лука, през която върви пътят Куманово - Свети Никола. В източния дял на долината е Кампур, през който пътят излиза в Овче поле. Името може би е отглас от някогашния фрурион Луково на рида Градище. Грамота на Василий II от 1019 година споменава енория Луково, част от Скопската епископия. Не е сигурно дали това е името на общината или на укрепения град, седалище на общината.